# Watertoren (Brielle)
De watertoren in Brielle, in de Nederlandse provincie Zuid-Holland, is ontworpen door architect A.D. Heederik en werd gebouwd in 1923. De watertoren heeft een hoogte van 40,50 meter en heeft één waterreservoir van 200 m³. Hij werd in 1984 buiten gebruik gesteld.
In 2006 werd de toren door de gemeente Brielle voor een symbolisch bedrag van €1 verkocht met als voorwaarde dat er binnen een jaar een restauratie plaats zou vinden. Volgens de plannen wordt de watertoren gerestaureerd en worden er kantoren in gevestigd. In februari 2022 meldde een nieuwe eigenaar de ambitie te hebben om er een dependance van het in de binnenstad gevestigde hotel Mr. Simons van te maken.
Alblasserdam ·
Alphen aan den Rijn
(Hoorn ·
Prins Hendrikstraat) ·
Barendrecht ·
Bergambacht ·
Bodegraven ·
Boskoop ·
Boven-Hardinxveld ·
Brielle ·
Delft
(Wateringsevest ·
Stromingslaboratorium ·
Getijmodellaboratorium) ·
Den Haag ·
Dirksland ·
Dordrecht
(Villa Augustus · DuPont) ·
Dubbeldam ·
Gorinchem ·
Gouda ·
's Gravendeel ·
Hazerswoude-Rijndijk ·
Heinenoord ·
Hellevoetsluis ·
Hillegom ·
Hendrik-Ido-Ambacht ·
Katwijk ·
Klaaswaal ·
Krimpen aan de Lek ·
Kwintsheul ·
Leerdam
(1900 ·
1912 ·
1929) ·
Leiden ·
Loosduinen ·
Maassluis ·
Meije ·
Monster ·
Moordrecht ·
Naaldwijk ·
Nieuw-Lekkerland ·
Noordwijk ·
Oud-Beijerland ·
Ouderkerk aan den IJssel ·
Poeldijk ·
Rijsoord ·
Rijswijk
(Jaagpad ·
Sammersweg) ·
Roelofarendsveen ·
Rotterdam
(De Esch ·
Delfshaven ·
IJsselmonde ·
Mallegat ·
Europoort) ·
Sassenheim ·
Schoonhoven ·
Sliedrecht ·
Slikkerveer ·
Strijen ·
Vlaardingen 
(1885 ·
1895 ·
Nieuwe) ·
Voorburg ·
Voorschoten ·
Wassenaar ·
Zoetermeer ·
Zuidzijde ·
Zwijndrecht